# 千歲町 (屏東市)

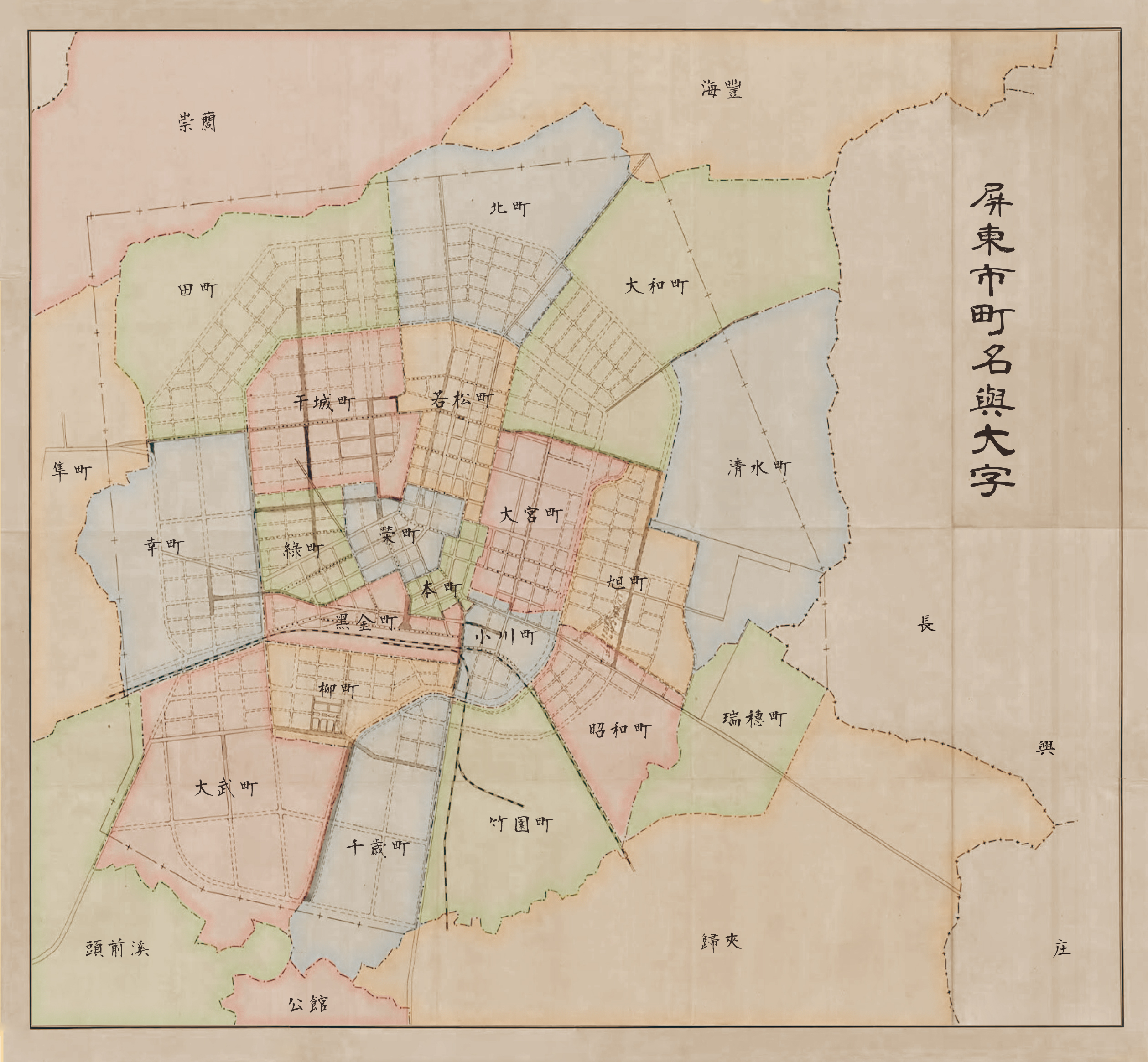
屏東市町名與大字

千歲町為屏東市在台灣日治時期的一個行政區，於1939年4月1日設立，為屏東市的21個町之一，位於萬年溪南側。其於阿緱街在1918年提出的町名改正構想中已出現，町名來自「萬年橋」。千歲町的範圍為現今地籍建國段和萬年段東側，大約為萬年里和永安里。

## 町內設施
- 日本水產株式會社屏東冷凍工場